# Жиленко Ірина (Орися) Володимирівна
Жиленко Ірина (Орися) Володимирівна  (1966, Київ) — українська письменниця (дочка письменниці Жиленко Ірини Володимирівни), відома під літературними іменами "Орися Жиленко" та "Жиленко-молодша", та вчений-історик, заступник начальника відділу історії Національного Києво-Печерського історико-культурного заповідника. Співорганізаторка постійно діючої наукової конференції "Церква - наука - суспільство: питання взаємодії".

## Життєпис
Батьки - Дрозд Володимир Григорович та Жиленко Ірина Володимирівна.
Фахову освіту отримала у Київському університеті імені Тараса Шевченка.
Захистила у 2001 році дисертацію кандидата богословських наук.
Друкувати наукові праці почала з 1995 року. До того займалася літературною творчістю.
У своєму заповіті Дрозд писав про неї наступне, говорячи про сина Павла: "Павла прошу усе можливо зробити, щоб Орися, яка уже навряд чи матиме свою сім’ю, не почувалася чужою у його родині". .

## Наукова та громадська діяльність
У 2002 році, разом з Валентиною Колпаковою згадана, як відповідальний секретар і редактор наукового збірника "Велика Успенська церква Києво-Печерської Лаври - слід у віках. Матеріали Міжнародної наукової конференції 1-2 жовтня 2001 р.".
Починаючи з 2003 року, за участю Крайнього та Ірини Жиленко силами Києво-Печерського заповідника проводилася щорічна церковно-наукова конференція "Православ'я, наука, суспільство - питання взаємодії", афільована з представниками УПЦ-МП.
З 2010 року перейменована у конференцію "Церква, наука, суспільство - питання взаємодії", а з 2014 року набула міжконфесійного характеру, хоча перед тим була зосереджена виключно на церковно-наукових колах УПЦ-МП.
Ірина (Орися) Жиленко стала відома, як авторка праць: "Літописні джерела до історії Києво-Печерської лаври XI-XIII ст." (К., 1995), "Патерик Києво-Печерський: за ред., написаною 1462 року по Різдві Христовому печерським ченцем Касіяном" (К., 1998; упорядкувала, адаптувала укр. мовою, склала додатки і примітки І. Жиленко), "Історія Києво-Печерської лаври ХІ-XVII століть" (К., 2005), "Записки святителя Петра Могили" (К., 2011), "Пізні українські житія святого князя Володимира (К., 2013), Преподобний Феодосій Печерський. Джерела і матеріали" (К., 2015), "Преподобний Антоній Печерський. Джерела і матеріали" (К., 2015), "Велика церква і перші чорноризці Печерські. Джерела і матеріали" (К., 2019).
Приблизно до 2014-2016 років Жиленко продовжувала дуже тісно співпрацювати з установами Московського Патріархату, зокрема - з Київською духовною академією УПЦ-МП, з чернечою громадою УПЦ-МП при Києво-Печерській лаврі, з церковно-науковим центром "Православна енциклопедія" у Москві, а також з дочірньою від останнього структурою - кінокомпанією "Православна енциклопедія" (в останньому випадку, у співпраці був задіяний і батько її колеги по роботі в Печерському заповіднику Костянтина Крайнього - сценарист і режисер-документаліст Крайній Костянтин Михайлович, який допомагав своїми порадами та консультаціями московським колегам у організації зйомок документальних фільмів на українську тематику, а також був задіяний київський телеканал "Інтер" у особі кількох телевізійників, які працювали у ньому: Сергій Канєв, Марія Тесленко і Наталія Борових). Зокрема, у 2011-2014 роках у Києві готувалася та випускалася в ефір телепрограма "Православна енциклопедія в Україні".
Така співпраця повністю припинилася лише у 2016 році, коли у Києві в одному з приміщень Києво-Печерського заповідника, у рамках фестивалю православного кіно, востаннє проводились кінопокази "Православної енциклопедії", та демонструвався "православний" кінофільм "Монах и бес", відзнятий останньою кіностудією в Росії та на окупованому з 2014 року Кримському півострові. 
У 2015 році Ірина Жиленко виступила науковим консультантом та редактором при виданні книги прес-секретаря Блаженнійшого Онуфрія – архімандрита Пафнутія (Мусієнка), під назвою: "Між столицями столиця: подорожні нариси". У ній йдеться духовно-історичні зв’язки між Києво-Печерською Лаврою, як духовним центром України, із столицями тих князівств, королівств та імперій, куди свого часу входила Україна чи її окремі землі, або перебувала у сфері їхнього впливу: зокрема, Петербургом з Москвою – столицями, відповідно, Московського царства, Російської імперії та СРСР. Як відзначив сам архимандрит Пафнутій:
"Искренне благодарен Ирине Жиленко, кандидату богословия, ведущему научному сотруднику заповедника, которая согласилась быть научным консультантом этого издания. Вместе с Ириной Жиленко, а также Константином и Ольгой Крайними, известными лаврскими историками, мы неоднократно говорили о консолидирующем феномене Лавры не только в духовной жизни Украины, но и в ее истории, для будущего, поэтому их советы, их реакции на мои исследования были для меня очень полезными". 
У 2017 році блогер Петро Бомбило написав про Орисю Жиленко наступне:
"Ще одна одіозна фігура в Заповіднику, так звана Орися Жиленко, маючи багато нагород УПЦ МП, вона самочинно присвоїла собі звання кандидата богослів’я. Не маючи фундаментальних наукових праць з історії Києво-Печерської лаври та будучи лише агіографом, тобто досліджуючи житія святих отців Церкви, з року в рік переписуючи свої попередні «праці», вважаючи лише себе корифеєм з історії Лаври, вона дозволяє собі занадто зверхньо ставитися до відомих науковців. Не можна збагнути, чому вона в Заповіднику займає привілейоване становище. Часом не тому, що є хрещеною донькою академіка Миколи Жулинського? Чи тому, що тримає вдома пацюків, за котрими потрібний постійний догляд і вільний від основної роботи час?" 

## Наукові праці
https://shron1.chtyvo.org.ua/Zhylenko_Iryna/Bibliohrafiia_1995-2020_rr.pdf